# Artisans dans la société canadienne sous le régime français
Les artisans dans la société canadienne sous le régime français formaient un groupe social qui se regroupaient principalement en milieu urbain (Québec, Montréal et Trois-Rivières), produisaient la majorité des biens de la colonie en travaillant dans des ateliers familiaux, seuls ou avec un nombre limité de compagnons et d'apprentis et ils entretenaient entre eux des relations étroites; les familles étant liées par le mariage et l'apprentissage. Ils pouvaient être employés, locataires ou propriétaires de leurs ateliers. Dans le cas où l'artisan était propriétaire, il possédait ses outils, achetait les matières premières et vendait les produits finis.On les trouvait surtout dans le secteur de la construction (maçons, charpentiers, menuisiers, forgerons, serruriers…), mais ils se rencontraient aussi dans les secteurs de l'ameublement, de l'alimentation (boulangers, bouchers, aubergistes…) et de l'habillement (cordonniers, tailleurs, taillandiers…).   
Les artisans canadiens jouissaient d'une plus grande liberté que leurs confrères européens, comme dans la colonie on ne retrouvait pas de système corporatif tel qu'il existait en France à la même époque. Il n'y avait ni jurandes ni maîtrises, ainsi l'évolution des métiers, le nombre de ceux qui l'exerçaient, la qualité des produits et leur prix reposaient avant tout sur les forces du marché, plutôt que sur le contrôle des corporations de métier. Cela était principalement dû au fait que la main d'œuvre artisanale se faisait rare, en raison de la faible immigration et de l'insuffisance du recrutement dans la colonie. On ne pouvait pas se permettre de trier les artisans sur le volet. On conserva néanmoins la même structure hiérarchique (apprenti, compagnon et maître) et le même système de formation par apprentissage pratique que dans la métropole, mais d'une façon moins rigide. L'apprentissage du métier se faisait principalement de deux façons au Canada: dans la boutique familiale ou bien dans l'atelier d'un artisan avec lequel on signait un contrat notarié. Il pouvait aussi s'effectuer dans les chantiers royaux, mais il n'apparaît guère possible d'évaluer l'importance de ce mode d'apprentissage. L'expansion des métiers reposait sur l'apprentissage, car l'immigration des artisans n'allait pas de pair avec la croissance de la population. Le système d'apprentissage fut un important mécanisme de reproduction sociale.      
L'artisanat s'est progressivement organisé au Canada au cours des XVIIe et XVIIIe siècles. À partir de 1680, l'État réglementa certains métiers comme la boulangerie et la boucherie afin d'assurer entre autres un approvisionnement constant et un contrôle de la qualité des produits. Durant la deuxième moitié du XVIIe siècle, des associations ouvrières au rôle avant tout religieux se formèrent (corporations, communautés, confréries…). On trouvait également des partenariats d'affaires qui, dans la majorité des cas, se constituaient d'une association entre un artisan et un marchand-investisseur.  

## Croissance de la main d'œuvre artisanale

### Immigration
On estime à environ 5300 le nombre de travailleurs et d'engagés qui sont venus au Canada entre 1608 et 1760. Parmi ceux-ci, seulement 10 % avaient quelque qualification professionnelle et déjà de l'expérience d'un métier, ce qui signifie que le nombre d'artisans issus de l'immigration fut relativement faible pour l'ensemble de la période française.  
La période comprise entre 1630 et 1660 est une période de tâtonnements et d'expériences. On comptait en tout environ 1260 immigrants pour cette période. Il s'agissait de recruter une main d'œuvre expérimentée qui répondait aux besoins d'une colonie naissante. À l'époque, du fait que le Canada n'était pas encore une colonie royale, c'était les communautés et les seigneurs qui devaient recruter les artisans à leurs frais. Ils avaient donc intérêt à n'engager que des travailleurs qualifiés. Les artisans qui immigrèrent au Canada durant cette période étaient majoritairement des charpentiers, des menuisiers et des maçons. On trouvait évidemment des représentants d'autres métiers (armurier, meunier, tailleur, boulanger, cordonnier, tanneur…), parce que leur travail était indispensable au bon fonctionnement de la colonie. L'âge et le salaire attestent de la compétence technique des engagés. Contrairement aux périodes ultérieures, les engagés entre 1630 et 1660 étaient relativement âgés et leurs salaires diversifiés. On peut en conclure qu'un nombre non négligeable de ces engagés étaient des artisans, et non des ouvriers sans qualifications particulières. 
La période 1660-1713 représente une deuxième vague d'immigration. Entre les années 1660-1700, on évalue à environ 3634 le nombre immigrants. À partir de 1656, débuta un phénomène de diminution quasi constante de la qualité professionnelle des engagés, qui s'observe par l'uniformisation des salaires et par le fait qu'ils étaient plus jeunes et que la plupart n'avaient pas de métier. 
La période 1714-1740 est caractérisée par une faible immigration au Canada. Entre les années 1700 et 1740, on comptait en tout environ 1667 immigrants. Pour cette période les immigrants français se dirigeaient davantage vers la Louisiane. Ils étaient surtout des envoyés par ordre du Roi: fils de famille, faux-sauniers et prisonniers. On observe les mêmes tendances que pour la période antérieure: un important courant de journaliers et un courant moins prononcé d'artisans.  
On constate une plus forte immigration pour la période comprise entre 1740 et 1760, alors que l'on dénombre environ 3565 immigrants. Le nombre d'artisans se voit encore diminuer par rapport au nombre de journaliers et d'apprentis.  

### Recrutement
La main d'œuvre qualifiée se recrutait vraisemblablement peu au Canada. En 1681, selon le recensement, on trouvait une population qualifiée d'environ 300 ouvriers et artisans, mais parmi ceux-ci, seulement 11% étaient nés au Canada. Aucun tailleur, forgeron et cordonnier n'étaient natifs du pays à ce moment. La pyramide des âges signale que la main d'œuvre était relativement vieille et qu'elle recrutait très peu. À partir de 1716, la proportion de la main d'œuvre qualifiée née au Canada augmenta, mais cela était dû à la faiblesse de l'immigration et non à une tendance plus grande chez les Canadiens à se spécialiser. Le recensement de 1744 signale une augmentation du recrutement, qui s'explique par l'établissement du chantier de construction navale à Québec.
La grande majorité des immigrants de France n'étaient ni des artisans ni des ouvriers. C'était pour la plupart des engagés sans tradition artisanale, sans habitude d'un travail spécialisé. Certains intendants, dont Jacques Raudot et Jean Bochart de Champigny, décrièrent la fainéantise et le tempérament d'aventurier des jeunes Canadiens pour justifier cette carence du recrutement de la main d'œuvre. Cependant, il faut mettre un bémol sur ces propos avancés par les élites coloniales, car la pauvreté du recrutement semblait surtout liée à des facteurs économiques. En effet, il manquait dans la colonie des débouchés pour canaliser la main d'œuvre et pour assurer un recrutement continu. Il était du ressort de la métropole d'établir des entreprises en apportant une aide financière et technique. Il aurait fallu encadrer davantage la main d'œuvre par des cadres qualifiés, comme ce fut le cas dans le chantier de construction navale, qui forma en quelques années un nombre non négligeable d'artisans.  

## Organisation générale de l'artisanat

### Liberté relative
En France, aux XVIIe et XVIIIe siècles, l'artisanat était organisé autour d'un système corporatif qui reposait sur la division des artisans en trois catégories: apprentis, compagnons et maîtres. Les obligations et les droits de chacune des catégories étaient réglementés et contrôlés par un comité de magistrats sélectionné parmi les maîtres-artisans. L'application des règlements, du traitement et de l'instruction des apprentis étaient de la responsabilité du comité. Une fois son apprentissage terminé, l'apprenti devait se présenter devant le comité de magistrats. Il s'engageait alors à obéir aux statuts et aux règlements de la société et versait son droit d'inscription à la caisse de la confrérie. Il pouvait ensuite travailler comme compagnon, gagner un salaire, et s'il aspirait à la maîtrise, il devait réaliser un « chef-d'œuvre » afin d'obtenir sa lettre de maîtrise. 
Au Canada, la vie artisanale était beaucoup plus libre, car on n'y retrouvait pas de système corporatif à proprement parler. En 1665, l'intendant Jean Talon était préoccupé par la pénurie de main d'œuvre spécialisée. Afin de régler ce problème, il voulait encadrer les gens de métier par la création d'ateliers royaux et instaurer la lettre de maîtrise pour: «inviter par cette marque distinctive les plus habiles à élever des boutiques et prendre des apprentis». Le ministre de la Marine, Jean-Baptiste Colbert, s'entendait avec Talon sur le programme de formation des gens de métier, mais il était réticent face aux mesures sélectives comme la lettre de maîtrise. Pour Colbert, les besoins trop criants de gens de métier dans la colonie ne permettaient pas de trier les artisans sur le volet en instaurant des lettres de maîtrise, lesquelles auraient engendré un contrôle sévère, comparable à celui que les corporations appliquaient en France. C'est dans ce contexte que l'on peut comprendre pourquoi au Canada on décida de ne pas instaurer de comité de magistrats ni de lettre de maîtrises.  Les petits patrons qui tentèrent d'obtenir un brevet ou un monopole se heurtèrent à chaque fois à un refus ferme de la part de l'administration coloniale.
La façon la plus courante pour devenir maître au Canada consistait à effectuer son apprentissage dans l'atelier d'un maître-artisan, il fallait ensuite travailler approximativement une année à titre de compagnon, puis pour ouvrir boutique, on pouvait hériter de la boutique familiale, sinon, il fallait se faire une clientèle et amasser une certaine somme d'argent. On pouvait tout de même devenir maître sans tenir boutique, à condition d'avoir de l'expérience et une bonne connaissance des rudiments du métier.   

### Mise en place d'une organisation
À partir de 1680, la boulangerie et la boucherie étaient assujetties au juge du lieu et aux décisions des prud'hommes. On contrôlait le nombre d'artisans pouvant exercer ces métiers, la qualité des produits et leur prix. Parce que les assemblées réagissaient presque toujours à retardement aux fluctuations de la conjoncture économique, les boulangers et les bouchers s'opposaient constamment  au bailli, aux marchands qui enfreignaient leur monopole et aux paysans qui vendaient leur viande au marché. Par ailleurs, l'intendant Raudot produisit une ordonnance en 1706 qui limitait le nombre d'ouvriers et de cordonniers pouvant être employés dans les tanneries de Montréal. Cette ordonnance visait à briser la concentration verticale qui se dessinait entre la boucherie et la tannerie et risquait d'absorber les cordonniers. La pratique de la chirurgie fut elle aussi réglementée, à la suite d'une pétition lancée par les chirurgiens de Québec en 1710, qui voulaient conserver leur clientèle et maintenir certains standards médicaux. En théorie, tous les chirurgiens pratiquant dans la colonie devaient être évalués afin d'obtenir une licence, sans laquelle ils étaient passibles d'une amende et de pénalités.  
La mise en place d'associations ouvrières à partir de la deuxième moitié du XVIIe siècle est une autre facette de l'organisation de l'artisanat au Canada. Qu'on les appelle corporations, communautés, sociétés ou confréries, ces associations avaient avant tout un rôle religieux et elles ne détenaient aucun pouvoir réglementaire sur les artisans en ce qui a trait aux conditions de travail, à la qualité des produits et à la tarification. Les autorités coloniales étaient réticentes à ce que les artisans forment des groupes pour représenter leurs intérêts économiques auprès de l'administration. C'est parce que leurs fonctions se limitaient à la dévotion et aux repas religieux que les confréries étaient tolérées. Les autorités voulaient éviter que ces associations aient un quelconque pouvoir sur le commerce et l'accès au métier. En 1689, un décret du Parlement de Paris confirma que les confréries artisanes étaient sous le joug de l'Église catholique romaine. Parmi ces associations, on trouvait la Confrérie des menuisiers de Dame Saint-Anne (1657), la Corporation des chirurgiens et barbiers (1658), la Société des serruriers, armuriers et arquebusiers (1676), la Confrérie de Saint-Éloi (1676) et la Communauté des cordonniers, autrement appelée la Confrérie de Saint-Crépin et Saint-Crépinien (documenté pour la première fois en 1728).                        
On trouvait également des partenariats d'affaires au Canada. Le nombre de partenariats notariés est relativement peu élevé, comme on recense que 150 contrats pour l'ensemble de la période française. Dans la grande majorité des cas (75%), il s'agissait d'une association entre un artisan et un marchand-investisseur. On trouvait deux types de partenariats, qui furent définis dans une ordonnance royale en mars 1673: la société générale et la société en commandite. La première était une entente: «entre deux ou plusieurs personnes, et dans laquelle les associés conferent également leur argent et leur soins». La deuxième était une entente: «entre plusieurs associés, dont l'un ne fournit que son argent et les autres donnent leur argent et leur travail, ou leur travail seulement». Les sociétés en commandite étaient plus fréquentes que les sociétés générales.  À quelques exceptions près, les profits d'un partenariat étaient partagés de façon égalitaire entre les associés.                         

## Apprentissage

### Évolution générale à Québec
Le premier contrat d'apprentissage relevé dans les archives notariales de la ville de Québec fut signé en 1648, mais jusqu'en 1670, le système d'apprentissage était faiblement institué. Pour cette période, on recense uniquement six apprentis et les contrats contiennent peu d'informations. L'augmentation du nombre d'apprentis était intimement liée à l'accroissement général de la population et aux besoins diversifiés de cette dernière. Le développement de l'apprentissage au XVIIe siècle est caractérisé par trois grands mouvements : une stagnation de 1670 à 1684 avec un total de 39 apprentis répartis relativement également entre les divers métiers; un progrès accentué entre 1685-1694, avec 53 apprentis, dont 12 maçons, 11 serruriers et taillandiers et 8 menuisiers; enfin, une régression importante de 1695 à 1704 où l'on dénombre que 6 apprentis de 1700 à 1704. Après 1710, l'apprentissage évolua avec vigueur jusqu'en 1759, avec un accroissement particulièrement élevé de 1750 à 1754.  
La régression de l'apprentissage (1695-1704) fut principalement causée par une importante crise monétaire, le déclin du commerce des fourrures et la faillite de certaines industries. Ce contexte économique défavorable tire en partie son origine de la guerre de Succession d'Espagne (1701-1714), laquelle a eu des impacts majeurs sur l'économie en général. Les années 1705-1730 se caractérisent par une forte prépondérance de cordonniers, alors que la période 1730-1759 est marquée par une hausse des tonneliers. Il s'avère difficile de comprendre les facteurs à l'origine de cette forte présence des cordonniers et des tonneliers pour ces périodes. Néanmoins, on peut logiquement en déduire que l'augmentation des exportations de farine, d'huile, de douves et de tonneaux fera augmenter la demande des apprentis tonneliers, que la construction massive de maisons entraînera l'accroissement du nombre de charpentiers et de menuisiers et que la construction des fortifications demandera plus de maçons et de tailleurs de pierre. L’évolution de l’apprentissage était fortement influencée par le développement des villes, la croissance démographique et économique, ce qui explique le nombre élevé d’apprentis entre 1750-1754. 

### Transmission familiale
Le système de transmission familiale des métiers artisanaux est difficile à évaluer, car il s'effectuait en dehors des cadres formels. Il n'était donc pas officialisé par la signature d’un contrat notarié. On sait que cette tradition de transmission du métier de père en fils était moins importante au Canada qu'elle ne l'était en France à la même époque. Mais il semble qu'on désirait au moins qu'un fils reprenne le commerce familial. Dans un contrat d'apprentissage de 1673, le maître chaudronnier, Gilles Lauson, fait promettre à son apprenti qu'à sa mort, il devra à son tour enseigner le métier à un des enfants de son ancien maître, au même prix, temps et condition. 
Dans certains métiers, comme la tannerie, la charpenterie navale à Québec au XVIIIe siècle, la boucherie et la meunerie, on constate que la transmission familiale était une voie de formation importante. Chez les tanneurs de Montréal au XVIIIe siècle, on recrutait surtout à l'intérieur de la famille et on n'allait pas chez le notaire signer d'ententes entre les membres de la famille pour un apprentissage ou un engagement. De fait, environ 52,7% des fils de tanneurs mariés étaient eux aussi des tanneurs. Au XVIIe siècle, à Québec, les tanneurs Hypolite Thibierge et Jacques Jahan enseignèrent très tôt à leurs fils les rudiments du métier. Le phénomène se perpétua au XVIIIe siècle, alors que 44 % des fils de tanneurs à Québec pratiquaient le métier de leur père. Ainsi, le père apprenait directement le métier à son fils ou le faisait enseigner pas son employé tanneur.  
Autrement, il apparaît que la transmission du métier de père en fils était relativement faible pour certaines catégories professionnelles. À Québec, c'était vrai pour les cordonniers au XVIIe siècle et ce phénomène s'amplifia au XVIIIe siècle. 

### Atelier du maître-artisan
Le mode d'apprentissage le plus documenté est sans conteste celui qui s'effectuait dans l'atelier d'un maître-artisan et qui était confirmé par une entente notariée. Pour commencer l'apprentissage d'un métier dans l'atelier d'un maître, il fallait généralement que les parents du futur apprenti s'entretiennent avec un maître-artisan sur les possibilités de signer une entente par laquelle l'enfant était confié au maître pour son apprentissage. L'apprenti devait obéir à son maître, tandis que le maître s'engageait à enseigner le métier à l'apprenti, et habituellement à lui offrir gîte et couvert, à le vêtir et à lui verser un petit salaire chaque année, soit en espèces, soit en marchandises.  
Dans leur analyse basée sur 482 contrats d'apprentissage s'échelonnant de 1648 à 1759, Jean-Pierre Hardy et David-Thiery Ruddel montrent que l'âge des apprentis variait entre 10 et 25 ans, tant à l'intérieur d'un même métier que d'un métier à l'autre. 63,1% des apprentis avaient entre 14 et 18 ans et l'âge moyen d'entrée en apprentissage était de 16 ans et 8 mois. Plusieurs facteurs pouvaient expliquer les variations d'âge d'un métier à l'autre, mais les trois causes déterminantes semblaient être la nature du métier, son importance dans l'économie de la Nouvelle-France et la durée de l'apprentissage. La moyenne d'âge relativement élevé des charpentiers (17 ans), des menuisiers (18 ans), des forgerons (17 ans), des serruriers (16 ans), des taillandiers (17 ans) et des maçons (17 ans) s'explique notamment en raison du fait qu'ils avaient à effectuer des travaux assez durs physiquement. D'un autre côté, l'âge relativement peu élevé des armuriers (15 ans), des arquebusiers (16 ans), des cloutiers (13 ans), des cordonniers (16 ans), des selliers (15 ans), des chirurgiens (15 ans), des perruquiers (13 ans) et des tailleurs d'habits (14 ans) s'explique en partie par le fait que ces métiers étaient davantage casaniers et exigeaient peu d'effort physique. Par ailleurs, on sait que la demande plus forte de certains métiers répondait à un besoin réel du marché, et que dès lors, on peut penser que les maîtres les plus demandés sur le marché du travail avaient besoin d'apprentis qui se qualifieraient rapidement. Dans ce contexte, on priorisait vraisemblablement les apprentis les plus âgés. 
La durée de l'apprentissage variait entre six mois et neuf ans et  la durée moyenne était de 3 ans et 3 mois. Cette moyenne est principalement due au fait que 78,1% des apprentissages avaient une durée de deux à quatre ans seulement. La charpenterie, la menuiserie, la forgerie et la taillanderie, qui exigeaient des efforts physiques importants, avaient un apprentissage d'une durée assez courte, alors que les métiers plus délicats, comme le taillage d'habit, la chirurgie, l'armurerie et la fabrication de perruques, avaient un apprentissage plus long. Par ailleurs, on observe une relation entre l'âge des apprentis et la durée de l'apprentissage, mais compte tenu du fait que ces deux facteurs ont une influence réciproque, il devient embêtant de savoir si c'est l'âge qui conditionnait la durée ou l'inverse.   
L'apprenti participait au travail de l'atelier en réalisant des tâches spécifiques, qui n'étaient pas toujours associées à son métier (couper et transporter du bois, transporter de l'eau, effectuer des travaux agricoles, etc.), ainsi plusieurs d'entre eux recevaient un salaire en argent, en services ou en marchandises. La plupart du temps l'apprenti recevait son salaire à la fin de chaque année d'apprentissage et le montant était progressif. Par exemple,  un apprenti pouvait recevoir la première année 40 livres, la seconde 50 livres et la troisième année 60 livres. En plus du salaire, les maîtres ajoutaient souvent du «linge et des hardes» et généralement les apprentis bénéficiaient de l'entretien complet ou partiel. L'entretien complet comprenait le logement, la nourriture, le chauffage, la lumière, le blanchissage, le lavage et le raccommodage, alors que l'entretien partiel comprenait le logement, le chauffage et la nourriture.   
Un apprenti travaillait généralement de cinq heures du matin à huit ou neuf heures du soir, et ce, six jours sur sept. Les variations dans les heures de travail étaient davantage liées aux exigences des métiers, des maîtres et des saisons, plutôt qu'à l'âge, à la durée de l'apprentissage et aux salaires des apprentis. Malgré les nombreux jours fériés, on accordait ordinairement seulement huit jours de congé par année aux apprentis et c'était pour qu'ils puissent retourner dans leur famille.   

### Écoles de métier
Il semblerait que quelques artisans aient été formés dans des écoles de métier, mais ce type d'apprentissage reste marginal, lorsqu'on le compare à la transmission familiale et à l'apprentissage privé et contracté devant un notaire. En effet, l'école des frères Charon à Montréal et l'École des arts et métiers de Saint-Joachim eurent une existence éphémère et un rôle mineur dans la formation des artisans au Canada.
Les connaissances que nous avons sur l'école des frères Charon sont fragmentaires. On sait qu'en 1699, les frères Charon ou «Frères Hospitaliers de Saint-Joseph de la Croix» recevaient de Louis XIV les lettres patentes leur donnant: «la permission d'établir des manufactures d'Art et Métiers dans leur maison et enclos». Ils devaient entre autres «faire apprendre des métiers [aux enfants pauvres et] leur donner la meilleure éducation que faire se pourra[…]». Malgré ces objectifs clairs en termes d'apprentissage, cette institution forma probablement très peu d'apprentis. 
L'École des arts et métiers de Saint-Joachim, qui était rattachée au Séminaire de Québec, laissa elle aussi très peu de traces dans les archives. À tel point, que Peter N. Moogk va jusqu'à remettre en doute l'existence même de l'institution. Cette conception est cependant fortement critiquée par Lucien Campeau et il semble que l'école ait bel et bien existé et qu'elle forma quelques apprentis. Lors d'une visite pastorale sur la Côte-de- Beaupré vers 1685, Jean-Baptiste de La Croix de Chevrières de Saint-Vallier exprimait ceci: «Mon principal soin dans le Cap Tourmente fut d'examiner l'un après l'autre trente neuf enfants que deux Ecclésiastiques du Séminaire de Québec y élevaient et dont il y en avait dix-neuf qu'on appliquait à l'étude et le reste à des métiers[…]». Une chose est sûre c'est que l'École des arts et métiers de Saint-Joachim joua un rôle secondaire concernant la formation des gens de métier, car la boutique du maître restait le lieu d'apprentissage par excellence au Canada durant tout le régime français. 

## Organisation du travail

### Structure des ateliers
Ils existaient principalement trois types d'ateliers à Québec (et fort probablement à Montréal) jusqu'au début du XIXe siècle. Le premier modèle d'atelier, qui était sûrement le plus répandu, comprenait un maître-artisan, un apprenti et parfois un domestique. Le deuxième, aussi très fréquent, se composait d'un maître, d'un compagnon, d'un apprenti et quelquefois d'un domestique. Enfin, on trouvait la boutique de l'artisan-marchand dans laquelle se situait en haut de l'échelle le maître-artisan qui vaquait à des occupations de types marchandes, venaient ensuite le maître-compagnon ou premier compagnon qui remplaçait le maître dans l'atelier, puis s'ajoutait entre deux et quatre compagnons et apprentis. Ce type d'atelier pouvait aussi comprendre un domestique et, périodiquement, un journalier. 
Dans les deux premiers modèles, le maître s'occupait à la fois de l'administration de son entreprise et de la pratique de son métier d'artisan. Il signait souvent un contrat avec un marchand afin d'assurer un débouché à ses produits et un rythme de production plus constant. En 1751 le cordonnier Jean-Baptiste Roy s'engageait à livrer durant l'année au négociant Jean-Baptiste Dumont: «dix paires de souliers sauvages à chaussons fais et parfais par jour. Mais si Dumont en demande en loup-marin, bœuf ou vache, noir avec talon, il en donnera que cinq par jours». Le maître vendait aussi ses produits à des particuliers. Par exemple, des tanneurs pouvaient se faire payer pour transformer en cuir des peaux qu'ils se faisaient apporter par des clients.  

### Relations entre maîtres et apprentis
Dans l'atelier du maître, l'apprenti se situait juste au-dessus du domestique dans la hiérarchie. Il avait comme devoir principal «d'apprendre de son mieux tout ce qui lui sera montré par son dit maître» et de lui «obéir en tout ce qu'il lui commandera de licite et d'honnête». Bien souvent, l'apprenti devait effectuer des tâches qui relevaient davantage du travail des domestiques. Cela était encore plus vrai dans les métiers qui connaissaient des saisons mortes, comme la maçonnerie ou le taillage de pierre. On trouvait ainsi dans certains contrats d'apprentissage des clauses précisant que: «l'apprenti devra travailler pour le service particulier du maître s'il n'a pas assez de travail dans le métier». On pouvait aussi obliger des apprentis arquebusiers à: «charroyer l'eau, enlever la neige, couper et charroyer le bois». La plupart du temps, les contrats ne contenaient aucune précision quant à la nature exacte des tâches exécutées par l'apprenti, mais on peut tout de même considérer que plusieurs apprentis devaient réaliser de multiples besognes non relatives à leur métier. Cette situation invite à penser que le statut de l'apprenti au sein de l'atelier était loin d'être valorisant et valorisé. De surcroît, l'ambiguïté propre à sa position (apprenti-domestique) et à ses tâches faisait en sorte qu'il était difficile pour l'apprenti de faire valoir ses droits. 
Il est difficile de statuer sur la nature des relations entre les maîtres et ses apprentis. Certains historiens définissent les rapports entre maîtres et apprentis dans des termes paternalistes. H.C. Pentland explique que les relations de travail d'avant 1850 étaient fondées sur la loyauté et la dépendance mutuelle. Jean Hamelin et Yves Roby embrassent cette thèse en affirmant qu'avec l'industrialisation le paternalisme se serait progressivement estompé pour laisser place à des relations plus tendues et moins amicales. Il faut cependant apporter certaines nuances à cette conception paternaliste des relations de travail dans le Canada préindustriel, car elle tend à exagérer le caractère harmonieux des relations entre maîtres et apprentis. Certes, certains documents témoignent d'une volonté de bienveillance du maître, mais même si le mode d'organisation du travail des gens de métier sous la société d'Ancien Régime encadrait le travailleur dans un système de relations personnelles, on ne peut pas conclure à des relations harmonieuses entre apprentis et maîtres.   
En règle générale, l'apprenti qui subissait de mauvais traitements, qui effectuait trop de tâches relatives à la domesticité ou qui n'appréciait pas son métier, choisissait de déserter plutôt que de recourir à la justice. Certains maîtres s'assuraient d'inclure dans le contrat une clause stipulant que «si l'apprenti venait à déserter pour aller travailler ailleurs»  il devrait payer une amende de 100 livres. On sait que le montant de certaines amendes pouvait monter jusqu'à 300 livres, ce qui représentait un montant énorme pour l'apprenti. La sévérité de ces mesures préventives paraît signifier que les désertions étaient relativement fréquentes. Les trois principales causes de conflits entre maîtres et apprentis étaient vraisemblablement les mauvais traitements, les «pertes de temps» et les violations de contrat. Les pertes de temps étaient dues au fait que certains maîtres ne faisaient pas travailler l'apprenti dans son métier ou que l'apprenti considérait qu'il était, après 1 an ou deux ans de formation, déjà prêts à travailler par lui-même. Dans d'autres situations, le maître pouvait être négligeant par rapport à l'obligation qu'il avait de répondre à certains besoins de l'apprenti (logement, nourriture, vêtements…), et plus souvent qu'autrement, l'apprenti qui se plaignait sortait perdant du procès.  
Peter N. Moogk considère que les apprentis au Canada étaient dans une position plus favorable que leurs confrères européens à la même époque. Il souligne en outre le fait que l'apprentissage était souvent gratuit, que les apprentis avaient une force de négociation, qu'ils avaient droit à un salaire et que la pratique du métier était plus libre qu'en France. Cependant, il semble plutôt risquer de s'avancer sur un tel terrain, car les historiens ne s'entendent pas sur les conséquences de l'absence de système corporatif.      
Même si quelques exemples témoignent des conflits qui pouvaient exister entre les maîtres et leurs apprentis, ils sont trop peu nombreux pour que l'on puisse conclure définitivement à des relations tendues, tout comme on ne peut pas conclure que les relations étaient majoritairement bienveillantes. Il reste que la structure hiérarchique de l'atelier plaçait l'apprenti dans une position de soumission et de dépendance et que le rapport de force était inégal entre les apprentis et les maîtres dans les cas de malentendus ou de recours en justice.   

## Niveaux de vie et richesse

### Stratification sociale chez les artisans
Les variations des niveaux de richesse entre les différentes catégories professionnelles et, dans une moindre mesure, au sein d'un même métier signalent que les artisans formaient un groupe social hétérogène.  
À Montréal au tournant du XVIIIe siècle, les cordonniers faisaient généralement de toutes petites affaires, alors que les artisans du fer étaient relativement aisés, notamment parce que la demande de fusils et d'outils restait plutôt constante et que certains seigneurs et marchands possédaient une forge qu'ils louaient à un artisan exécutant leurs commandes. À titre d'exemple, en 1699, le taillandier Jean Milot dit le Bourguignon mourra en laissant un montant imposant d'environ 35 000 livres converties en immeubles urbains et ruraux. Par ailleurs, les charpentiers et maçons semi-ruraux vivaient pauvrement au XVIIe siècle, en partie parce qu'ils établissaient des devis trop bas pour emporter l'adjudication. On sait que plusieurs charpentiers intentèrent des poursuites dans le but de se faire payer et que les bailleurs de travaux exigeaient qu'ils finalisent leur travail. Autrement, les premiers chirurgiens étaient en règle générale relativement bien nantis. Cela était vrai autant au XVIIe siècle qu'au XVIIIe siècle. À sa mort en 1699, le chirurgien André Rapin laissa en héritage à sa famille: «une belle habitation à Lachine, une maison dans la ville et ses fils sont allés en apprentissage, l'un chez un cordonnier, l'autre chez un taillandier». Au XVIIIe siècle, certains chirurgiens plus instruits faisaient même partie des petits notables, surtout lorsqu'ils agissaient en tant que curateurs publics et privés. Ils obtenaient aussi des profits en raison des gages que versaient l'Hôtel-Dieu et des honoraires payés par leurs clients. Il semble également que les couturières provenaient de milieux relativement privilégiés. Geneviève Maufait, une couturière reconnue sous le régime français, exigeait toujours des sommes d'argents importantes à ses apprenties, qui variaient de 100 à 300 livres pour une seule année d'apprentissage.       
Concernant la répartition de la fortune mobilière nette des artisans de Montréal et Québec, on constate qu'il y avait deux groupes qui s'opposaient nettement entre 1741-1755. On trouvait d'un côté les plus démunis, qui représentaient environ 60% des artisans à Montréal et à Québec, avec quelque 500 à 700 livres de biens mobiliers, auxquels on ajoutait généralement des dettes. D'un autre côté, les plus fortunés avec de 800 à 2000 livres de biens mobiliers, qui étaient un peu plus nombreux à Montréal, mais avec l'addition du numéraire, des créances, des dettes, et plus particulièrement, des biens fonciers et immobiliers, on remarque que les fortunes plus grandes étaient plus fréquentes à Québec. À Québec, les fortunes les plus imposantes se rencontraient surtout parmi les tonneliers, les maçons et les forgerons, alors qu'à Montréal, c'était parmi les forgerons, les menuisiers et les cordonniers. Dans la capitale, la tonnellerie était un secteur dynamique en raison des exportations de marchandises et on construisait surtout des bâtiments en pierre. À Montréal, les constructions se faisaient principalement avec du bois et les cordonniers tiraient des revenus du marché local et des tanneries (principales industries de la ville). Chez les plus démunis, les fortunes les plus modestes se trouvaient parmi les tailleurs des deux villes et les charpentiers de Québec.              
On observe aussi d'importants écarts de richesse au sein des artisans-locataires à Montréal entre 1731-1741. Les artisans du cuir payaient en moyenne un loyer annuel de 129 livres et les menuisiers de 177 livres, alors qu'il en coûtait 71 livres en moyenne pour les tonneliers. D'autre part, si l'on se fie à l'échelle des salaires des gens de métier proposée en 1739 par l'intendant Gilles Hocquart, qui situait en moyenne les salaires entre 300 et 400 livres par année, le prix du logement absorbait vraisemblablement de 30 à 40% du salaire annuel du chef de famille.                

### Les artisans dans la société
De manière générale, on positionne les artisans au-dessus des journaliers, des habitants, des domestiques et des esclaves, et juste en dessous des marchands dans la hiérarchie sociale. Par exemple, on remarque qu'à la fin du régime français, les artisans du fer de Québec et Montréal bénéficiaient de meilleures conditions de vie que les habitants. Ils avaient des intérieurs domestiques plus confortables et des «pratiques culturelles plus évoluées» (présence dans les intérieurs domestiques d'une balance, qui peut signifier l'usage du calcul; ou celle d'un sucrier, qui peut signaler la consommation de sucre). Néanmoins, il faut bien comprendre que les artisans ne formaient pas un groupe social parfaitement imperméable. On s'aperçoit qu'il existait notamment des marchands-tonneliers, des marchands-orfèvres ou des entrepreneurs d'ouvrages de maçonnerie. Sinon, même si cela était plus fréquent au XVIIe siècle, quelques fils d'habitants aisés s'installaient en ville pour apprendre un métier dans la boutique d'un maître-artisan. Autrement, les comportements sociaux pouvaient différer entre les différentes catégories professionnelles. En effet, les cordonniers fréquentaient généralement tant les gens des autres métiers que les journaliers, ils se mariaient plutôt avec les filles de gens de métiers et les fils de cordonniers étaient portés à choisir un métier urbain ou une tâche de journalier au service des entrepreneurs de la ville. De leur côté, les tanneurs avaient souvent des relations avec les marchands, aussi bien par des relations d'affaires que par des liaisons de mariages.   

## Répartition spatiale

### Milieu urbain
Au Canada, sous le régime français, le regroupement en milieu urbain est une caractéristique fondamentale pour plusieurs corps de métier. Les artisans  vivaient en ville surtout parce qu'on y trouvait une plus forte concentration de ressources matérielles et une centralisation de la demande. Le milieu urbain était l'espace où s'effectuaient les activités professionnelles et où la vie sociale et familiale des artisans s'exprimait. 
Les historiens ont étudié le phénomène de proximité résidentielle des artisans particulièrement pour la ville de Montréal durant les dernières décennies du régime français. On remarque que les artisans de Montréal s'installaient plus fréquemment dans les secteurs situés en périphérie de la ville et qu'ils se regroupaient aussi à l'intérieur d'une même catégorie professionnelle. En 1741, les maçons avaient tendance à s'installer dans la partie est de la ville, alors que les menuisiers se concentraient dans le secteur nord-ouest. On fait ce même constat pour les artisans locataires qui, dans l'espace urbain intra-muros, habitaient surtout les rues Saint-François, Saint-Paul et de l'Hôpital. Sur la rue Saint-François, on trouvait même une spécialisation professionnelle, qui s'observe par le fait qu'un nombre significatif de baux furent passés par des artisans du fer (armurier, forgeron, serrurier, taillandier).  
Le choix résidentiel était influencé par le métier, mais aussi par les liens familiaux. Pour bien saisir cette influence, il est important de comprendre que la tendance à l'homogamie socioprofessionnelle était importante chez les artisans. À Montréal en 1741, environ 80% des artisans possédaient au moins un lien de parenté avec un autre artisan et cela était vrai à l'intérieur même des corps de métier, mais d'une façon moins marquée. Ce phénomène s'observe aussi chez les gens de métier à Montréal au tournant du XVIIIe siècle. Ces derniers entretenaient entre eux des relations étroites, du fait que les familles étaient liées par le mariage et l'apprentissage, et ce, souvent au sein d'une même profession.   
Les artisans qui se concentraient dans les mêmes secteurs de la ville avaient souvent entre eux des liens familiaux, ce qui signifie que l'incidence des liens de parenté sur la proximité résidentielle des artisans semble bien réelle .     

### Milieu rural
Les artisans se concentraient principalement en milieu urbain, mais un certain nombre d'entre eux habitaient en milieu rural. Ces derniers ont été moins étudiés par les historiens, particulièrement sous le régime français. Cela explique en partie par le fait qu'ils étaient très peu nombreux en milieu rural. En effet, tout au long de la période française, les communautés rurales restèrent à un stade embryonnaire. 
Les artisans s'établirent progressivement en milieu rural surtout à partir de la fin du XVIIe et du début du XVIIIe siècle. Par exemple, à l'île Jésus, on comptait 2 artisans avant 1700, et entre 1741-1750, le nombre d'artisans attestés s'élevait à 35. Toujours au même endroit, entre 1681-1750, on recensa 15 artisans du bois, 11 artisans du fer et 10 artisans du bâtiment. Il faut considérer le fait que l'île Jésus est à proximité de Montréal, ce qui signifie que dans les zones rurales plus éloignées des centres urbains la présence d'artisans restait marginale. En règle générale, en milieu rural, le meunier était le premier à s'installer, suivi des artisans du bois puis du fer.
Par ailleurs, on sait qu'au moins jusqu'au XIXe siècle, la plupart des artisans ruraux exerçaient leurs compétences tout en cultivant la terre. C'était souvent le cas chez les charpentiers, les meuniers et les forgerons qui devaient s'adonner à l'agriculture pour arrondir leurs revenus. Ce phénomène a été analysé de façon précise pour l'île Jésus, alors que l'on constate que durant la première moitié du XVIIIe siècle, la majeure partie des artisans possédaient des terres d'une superficie importante, soit plus de 60 arpents. La superficie des terres possédées par les artisans de l'île Jésus aura tendance à diminuer à partir de la deuxième moitié du XVIIIe siècle.  
La tannerie et la meunerie étaient des métiers associés plus particulièrement au monde rural. Les tanneries se situaient le plus souvent en périphérie des villes, aux abords des ruisseaux et des rivières, parce que les tanneurs avaient besoin d'eau courante pour préparer les peaux. Ils s'installaient aussi à proximité les uns des autres afin de partager certaines ressources comme le moulin à tan. On comprend que les meuniers étaient présents dans les milieux ruraux dès le début de la colonie, en raison de leur rôle de première importance dans la fabrication des farines. Les paysans devaient apporter les grains récoltés au moulin seigneurial afin d'y faire moudre le grain, ce qui représentait également une occasion de socialiser.   

## Après la conquête
La capitulation de 1760 n'a pas bouleversé radicalement l'organisation de l'artisanat au Canada. Les artisans anglais, qui s'installèrent au Canada à la fin du XVIIIe siècle, introduisirent des coutumes britanniques qui transformèrent quelque peu les méthodes de travail. La désorganisation limitée de l'économie entre 1760-1790 entraîna une désorganisation parallèle du système d'apprentissage et il faudra attendre l'essor économique (1793) pour que l'apprentissage redevienne dynamique. Enfin, vers la fin du XVIIIe siècle, et d'une façon beaucoup plus marquée au XIXe siècle, on constate que certains métiers se spécialisèrent, que la division technique du travail devint de plus en plus poussée dans certains ateliers et que les relations de travail entre maître et apprenti se modifièrent entre autres parce que le gîte et le couvert furent progressivement remplacés par le salariat. Il faut néanmoins associer ces changements davantage à l'avènement du capitalisme industriel qu'aux conséquences de la guerre de la Conquête.   